# Zuzanna Efimienko
Zuzanna Efimienko-Młotkowska (Lubań, 8 agosto 1989) è una pallavolista polacca, centrale del Developres Rzeszów.

## Carriera
La carriera di Zuzanna Efimienko inizia nel 2004, nello SMS PZPS Sosnowiec, dove resta per tre stagioni.
Nella stagione 2007-08 viene ingaggiata dal Gwardia Wrocław, dove milita per cinque stagioni, senza però ottenere alcun risultato di rilievo; nel 2008 ottiene le prime convocazioni in nazionale polacca.
Nella stagione 2012-13 si trasferisce in Italia, ingaggiata dall'Imoco, club militante in Serie A1: tuttavia un infortunio alla caviglia, ne pregiudica le prestazioni e prima del termine della regular season rescinde il contratto con la squadra veneta. Nella stagione successiva ritorna in patria, vestendo la maglia dell'Atom Trefl Sopot, conquistando la Coppa di Polonia 2014-15.
È nuovamente in Italia per l'annata 2016-17, questa volta con il Flero, sempre in Serie A1, prima di rientrare nuovamente in patria nella stagione 2017-18, dapprima per un biennio con la maglia del ŁKS con cui conquista il campionato 2018-19 e quindi con il Developres Rzeszów dall'annata 2019-20.

## Palmarès

### Club
- Campionato polacco: 1

2018-19
- Coppa di Polonia: 1

2014-15

### Nazionale (competizioni minori)
- XXV Universiade
- Montreux Volley Masters 2019

### Premi individuali
- 2020 - Coppa di Polonia: Miglior muro